# Список птахів Японії
Цей список є списком видів птахів, спостережених на території Японії. Він включає 719 видів, з них 17 видів є ендеміками, а 30 інтродукованих.
- (A) Залітний — вид, який рідко або випадково трапляється в Японії
- (E) Ендемік — вид, ендемік Японії
- (I) Інтродукований — вид, інтродукований в Японію

## Гусеподібні
Родина: Качкові (Anatidae)
- Свистач індійський, Dendrocygna javanica
- Гуска гірська, Anser indicus
- Білошиєць, Anser canagicus (A)
- Гуска біла, Anser caerulescens (A)
- Гуска сіра, Anser anser (A)
- Гуска китайська, Anser cygnoides (A)
- Гуска білолоба, Anser albifrons
- Гуска мала, Anser erythropus (A)
- Гуменник великий, Anser fabalis
- Гуменник тундровий, Anser serrirostris
- Казарка чорна, Branta bernicla
- Казарка мала, Branta hutchinsii
- Казарка канадська, Branta canadensis (A)
- Казарка червоновола, Branta ruficollis (A)
- Лебідь-шипун, Cygnus olor (I)
- Лебідь-трубач, Cygnus buccinator (A)
- Лебідь чорнодзьобий, Cygnus columbianus
- Лебідь-кликун, Cygnus cygnus
- Огар, Tadorna ferruginea (A)
- Галагаз звичайний, Tadorna tadorna
- Галагаз чубатий, Tadorna cristata
- Чирянка-крихітка індійська, Nettapus coromandelianus (A)
- Мандаринка, Aix galericulata
- Чирянка-квоктун, Sibirionetta formosa
- Чирянка велика, Spatula querquedula
- Чирянка блакитнокрила, Spatula discors (A)
- Широконіска, Spatula clypeata
- Нерозень, Mareca strepera
- Свищ, Mareca falcata
- Свищ євразійський, Marecca penelope
- Свищ американський, Mareca americana (A)
- Крижень філіппінський, Anas luzonica (A)
- Крижень китайський, Anas zonorhyncha
- Крижень, Anas platyrhynchos
- Шилохвіст, Anas acuta
- Чирянка мала, Anas crecca
- Чернь червонодзьоба, Netta rufina (A)
- Попелюх довгодзьобий, Aythya valisineria (A)
- Попелюх американський, Aythya americana (A)
- Попелюх, Aythya ferina
- Чернь канадська, Aythya collaris (A)
- Чернь білоока, Aythya nyroca (A)
- Чернь зеленоголова, Aythya baeri
- Чернь чубата, Aythya fuligula
- Чернь морська, Aythya marila
- Чернь американська, Aythya affinis (A)
- Пухівка мала, Polysticta stelleri
- Пухівка горбатодзьоба, Somateria spectabilis (A)
- Пухівка, Somateria mollissima (A)
- Каменярка, Histrionicus histrionicus
- Турпан білолобий, Melanitta perspicillata (A)
- Турпан горбатодзьобий, Melanitta deglandi(A)
- Турпан азійський, Melanitta stejnegeri
- Синьга американська, Melanitta americana
- Морянка, Clangula hyemalis
- Гоголь малий, Bucephala albeola (A)
- Гоголь, Bucephala clangula
- Крех малий, Mergellus albellus
- Крех жовтоокий, Lophodytes cucullatus (A)
- Крех великий, Mergus merganser
- Крех середній, Mergus serrator
- Крех китайський, Mergus squamatus (A)

## Куроподібні
Родина Фазанові (Phasianidae)
- Павич звичайний, Pavo cristatus (I)
- Перепілка японська, Coturnix japonica
- Куріпка китайська, Bambusicola thoracicus (I)
- Куріпка острівна, Bambusicola sonorivox (I)
- Мікадо японський, Phasianus soemmerringi (E)
- Фазан звичайний, Phasianus colchicus
- Фазан японський, Phasianus versicolor (E)
- Орябок, Tetrastes bonasia
- Куріпка тундрова, Lagopus muta

## Пірникозоподібні
Родина Пірникозові (Podicipedidae)
- Пірникоза мала, Tachybaptus ruficollis
- Пірникоза червоношия, Podiceps auritus
- Пірникоза сірощока, Podiceps grisegena
- Пірникоза велика, Podiceps cristatus
- Пірникоза чорношия, Podiceps nigricollis

## Голубоподібні
Родина: Голубові (Columbidae)
- Голуб сизий, Columba livia (I)
- Голуб-синяк, Columba oenas (A)
- Голуб чорний, Columba janthina
- Голуб сріблястокрилий, Columba jouyi (вимер)
- Голуб бонінський, Columba versicolor (extinct)
- Горлиця велика, Streptopelia orientalis
- Горлиця садова, Streptopelia decaocta
- Горлиця короткохвоста, Streptopelia tranquebarica (A)
- Голуб-зеленокрил індійський, Chalcophaps indica
- Вінаго японський, Treron sieboldii
- Treron permagnus
- Тілопо чорногорлий, Ptilinopus leclancheri (A)

## Рябкоподібні
Родина: Рябкові (Pteroclidae)
- Саджа звичайна, Syrrhaptes paradoxus (A)

## Дрохвоподібні
Родина: Дрохвові (Otididae)
- Дрохва, Otis tarda (A)
- Хохітва, Tetrax tetrax (A)

## Зозулеподібні
Родина: Зозулеві (Cuculidae)
- Коукал малий, Centropus bengalensis (A)
- Зозуля каштановокрила, Clamator coromandus (A)
- Коель великий, Eudynamys scolopaceus (A)
- Коель новозеландський, Urodynamis taitensis (A)
- Кукавка сіровола, Cacomantis merulinus (A)
- Зозуля велика, Hierococcyx sparverioides (A)
- Зозуля рудовола, Hierococcyx hyperythrus
- Зозуля мала, Cuculus poliocephalus
- Зозуля короткокрила, Cuculus micropterus (A)
- Зозуля звичайна, Cuculus canorus
- Зозуля глуха, Cuculus optatus

## Дрімлюгоподібні
Родина: Дрімлюгові (Caprimulgidae)
- Дрімлюга маньчжурський, Caprimulgus jotaka

Родина: Серпокрильцеві (Apodidae)
- Колючохвіст білогорлий, Hirundapus caudacutus
- Салангана гімалайська, Aerodramus brevirostris (A)
- Серпокрилець чорний, Apus apus
- Серпокрилець сибірський, Apus pacificus
- Серпокрилець непальський, Apus nipalensis

## Журавлеподібні
Родина: Пастушкові (Rallidae)
- Пастушок східний, Rallus indicus
- Деркач лучний, Crex crex (A)
- Пастушок рудоголовий, Lewinia striata (A)
- Пастушок окінавський, Gallirallus okinawae (E)
- Погонич звичайний, Porzana porzana
- Курочка водяна, Gallinula chloropus
- Лиска звичайна, Fulica atra
- Курочка рогата, Gallicrex cinerea
- Багновик білогрудий, Amaurornis phoenicurus
- Погонич білобровий, Poliolimnas cinereus (extirpated)
- Погонич сіроногий, Rallina eurizonoides
- Погонич індійський, Zapornia fusca
- Погонич далекосхідний, Zapornia paykullii (A)
- Погонич-крихітка, Zapornia pusilla
- Погонич-пігмей уссурійський, Coturnicops exquisitus (A)

Родина: Журавлеві (Gruidae)
- Журавель степовий, Anthropoides virgo (A)
- Журавель білий, Leucogeranus leucogeranus (A)
- Журавель канадський, Antigone canadensis (A)
- Журавель даурський, Antigone vipio
- Журавель сірий, Grus grus
- Журавель чорний, Grus monacha
- Журавель японський, Grus japonensis

## Сивкоподібні
Родина: Чоботарові (Recurvirostridae)
- Кулик-довгоніг, Himantopus himantopus
- Кулик-довгоніг строкатий, Himantopus leucocephalus (A)
- Чоботар, Recurvirostra avosetta (A)

Родина: Куликосорокові (Haematopodidae)
- Кулик-сорока, Haematopus ostralegus

Родина: Сивкові (Charadriidae)
- Сивка морська, Pluvialis squatarola
- Сивка звичайна, Pluvialis apricaria (A)
- Сивка американська, Pluvialis dominica (A)
- Сивка бурокрила, Pluvialis fulva (A)
- Чайка звичайна, Vanellus vanellus
- Чайка сіра, Vanellus cinereus (A)
- Пісочник монгольський, Charadrius mongolus
- Пісочник товстодзьобий, Charadrius leschenaultii
- Пісочник морський, Charadrius alexandrinus
- Пісочник великий, Charadrius hiaticula
- Пісочник канадський, Charadrius semipalmatus (A)
- Пісочник усурійський, Charadrius placidus
- Пісочник малий, Charadrius dubius
- Пісочник довгоногий, Charadrius veredus (A)
- Хрустан, Charadrius morinellus (A)

Родина: Мальованцеві (Rostratulidae)
- Мальованець афро-азійський, Rostratula benghalensis

Родина: Яканові (Jacanidae)
- Якана довгохвоста, Hydrophasianus chirurgus (A)

Родина: Баранцеві (Scolopacidae)
- Кульон аляскинський Numenius tahitiensis (A)
- Кульон середній, Numenius phaeopus
- Кульон-крихітка, Numenius minutus (A)
- Кульон східний, Numenius madagascariensis
- Кульон тонкодзьобий, Numenius tenuirostris (A)
- Кульон великий, Numenius arquata
- Грицик малий, Limosa lapponica
- Грицик великий, Limosa limosa
- Грицик канадський, Limosa haemastica (A)
- Крем'яшник звичайний, Arenaria interpres
- Крем'яшник чорний, Arenaria melanocephala (A)
- Побережник великий, Calidris tenuirostris
- Побережник ісландський, Calidris canutus
- Брижач, Calidris pugnax
- Побережник болотяний, Calidris falcinellus
- Побережник гострохвостий, Calidris acuminata
- Побережник довгоногий, Calidris himantopus (A)
- Побережник червоногрудий, Calidris ferruginea
- Побережник білохвостий, Calidris temminckii
- Побережник довгопалий, Calidris subminuta
- Лопатень, Calidris pygmea (A)
- Побережник рудоголовий, Calidris ruficollis
- Побережник білий, Calidris alba
- Побережник чорногрудий, Calidris alpina
- Побережник берингійський, Calidris ptilocnemis
- Побережник канадський, Calidris bairdii (A)
- Побережник малий, Calidris minuta (A)
- Побережник-крихітка, Calidris minutilla (A)
- Побережник білогрудий, Calidris fuscicollis (A)
- Жовтоволик, Calidris subruficollis (A)
- Побережник арктичний, Calidris melanotos
- Побережник аляскинський, Calidris mauri (A)
- Неголь азійський, Limnodromus semipalmatus (A)
- Неголь короткодзьобий, Limnodromus griseus (A)
- Неголь довгодзьобий, Limnodromus scolopaceus
- Баранець малий, Lymnocryptes minimus (A)
- Слуква, Scolopax rusticola
- Слуква японська, Scolopax mira (E)
- Баранець-самітник, Gallinago solitaria
- Баранець японський, Gallinago hardwickii
- Баранець звичайний, Gallinago gallinago
- Баранець азійський, Gallinago stenura
- Баранець лісовий, Gallinago megala
- Мородунка, Xenus cinereus
- Плавунець довгодзьобий, Phalaropus tricolor (A)
- Плавунець круглодзьобий, Phalaropus lobatus
- Плавунець плоскодзьобий, Phalaropus fulicarius
- Набережник, Actitis hypoleucos
- Набережник плямистий, Actitis macularia (A)
- Коловодник лісовий, Tringa ochropus
- Коловодник попелястий, Tringa brevipes
- Коловодник аляскинський, Tringa incana (A)
- Коловодник чорний, Tringa erythropus
- Коловодник строкатий, Tringa melanoleuca (A)
- Коловодник великий, Tringa nebularia
- Коловодник охотський, Tringa guttifer
- Коловодник жовтоногий, Tringa flavipes (A)
- Коловодник ставковий, Tringa stagnatilis
- Коловодник болотяний, Tringa glareola
- Коловодник звичайний, Tringa totanus

Родина: Триперсткові (Turnicidae)
- Триперстка смугаста, Turnix suscitator

Родина: Дерихвостові (Glareolidae)
- Дерихвіст забайкальський, Glareola maldivarum

Родина: Поморникові (Stercorariidae)
- Поморник антарктичний, Stercorarius maccormicki
- Поморник середній, Stercorarius pomarinus
- Поморник короткохвостий, Stercorarius parasiticus
- Поморник довгохвостий, Stercorarius longicaudus

Родина: Алькові (Alcidae)
- Люрик, Alle alle (A)
- Кайра тонкодзьоба, Uria aalge
- Кайра товстодзьоба, Uria lomvia
- Гагарка мала, Alca torda (A)
- Чистун тихоокеанський, Cepphus columba
- Чистун охотський, Cepphus carbo
- Пижик охотський, Brachyramphus perdix
- Пижик короткодзьобий, Brachyramphus brevirostris (A)
- Моржик чорногорлий, Synthliboramphus antiquus
- Моржик чубатий, Synthliboramphus wumizusume
- Конюга білочерева, Aethia psittacula
- Конюга-крихітка, Aethia pusilla
- Конюга мала, Aethia pygmaea (A)
- Конюга велика, Aethia cristatella
- Дзьоборіг, Cerorhinca monocerata
- Іпатка тихоокеанська, Fratercula corniculata (A)
- Топорик, Fratercula cirrhata

Родина: Мартинові (Laridae)
- Мартин трипалий, Rissa tridactyla
- Мартин червононогий, Rissa brevirostris (A)
- Мартин білий, Pagophila eburnea (A)
- Мартин вилохвостий, Xema sabini (A)
- Мартин китайський, Saundersilarus saundersi
- Мартин тонкодзьобий, Chroicocephalus genei (A)
- Мартин канадський, Chroicocephalus philadelphia (A)
- Мартин звичайний, Chroicocephalus ridibundus
- Мартин буроголовий, Chroicocephalus brunnicephalus (A)
- Мартин малий, Hydrocoloeus minutus (A)
- Мартин рожевий, Rhodostethia rosea (A)
- Мартин карибський, Leucophaeus atricilla (A)
- Мартин ставковий, Leucophaeus pipixcan (A)
- Мартин реліктовий, Ichthyaetus relictus (A)
- Мартин каспійський, Ichthyaetus ichthyaetus (A)
- Мартин чорнохвостий, Larus crassirostris
- Мартин сизий, Larus canus
- Мартин делаверський, Larus delawarensis (A)
- Мартин каліфорнійський, Larus californicus (A)
- Мартин сріблястий, Larus argentatus
- Мартин жовтоногий, Larus cachinnans (A)
- Мартин гренландський, Larus glaucoides (A)
- Мартин чорнокрилий, Larus fuscus (A)
- Мартин охотський, Larus schistisagus
- Мартин берингійський, Larus glaucescens
- Мартин полярний, Larus hyperboreus
- Крячок бурий, Anous stolidus
- Крячок атоловий, Anous minutus (A)
- Крячок сірий, Anous ceruleus (A)
- Крячок білий, Gygis alba (A)
- Крячок строкатий, Onychoprion fuscatus
- Крячок полінезійський, Onychoprion lunatus (A)
- Крячок бурокрилий, Onychoprion anaethetus
- Крячок камчатський, Onychoprion aleuticus (A)
- Крячок малий, Sternula albifrons
- Крячок карибський, Sternula antillarum (A)
- Крячок чорнодзьобий, Gelochelidon nilotica (A)
- Крячок каспійський, Hydroprogne caspia (A)
- Крячок чорний, Chlidonias niger (A)
- Крячок білокрилий, Chlidonias leucopterus
- Крячок білощокий, Chlidonias hybrida
- Крячок рожевий, Sterna dougallii
- Крячок індонезійський, Sterna sumatrana
- Крячок річковий, Sterna hirundo
- Крячок полярний, Sterna paradisaea (A)
- Крячок жовтодзьобий, Thalasseus bergii
- Крячок бенгальський, Thalasseus bengalensis (A)
- Крячок китайський, Thalasseus bernsteini (A)

## Фаетоноподібні
Родина: Фаетонові (Phaethontidae)
- Фаетон білохвостий, Phaethon lepturus (А)
- Фаетон червонохвостий, Phaethon rubricauda

## Гагароподібні
Родина: Гагарові (Gaviidae)
- Гагара червоношия, Gavia stellata
- Гагара чорношия, Gavia arctica
- Гагара полярна, Gavia immer (А)
- Гагара білошия, Gavia pacifica
- Гагара білодзьоба, Gavia adamsii

## Буревісникоподібні
Родина: Альбатросові (Diomedeidae)
- Альбатрос гавайський,  Phoebastria immutabilis
- Альбатрос чорноногий, Phoebastria nigripes
- Альбатрос жовтоголовий, Phoebastria albatrus

Родина: Качуркові (Hydrobatidae)
- Качурка сиза, Oceanodroma furcata
- Качурка північна, Oceanodroma leucorhoa
- Качурка вилохвоста, Oceanodroma monorhis
- Качурка мадерійська, Oceanodroma castro
- Качурка Матсудайра, Oceanodroma matsudairae
- Качурка гавайська, Oceanodroma tristrami
- Океанник Вільсона, Oceanites oceanicus (A)

Родина: Буревісникові (Procellariidae)
- Буревісник кочівний, Fulmarus glacialis
- Тайфунник кермадецький, Pterodroma neglecta (A)
- Тайфунник Соландра, Pterodroma solandri (A)
- Тайфунник Піла, Pterodroma inexpectata (A)
- Тайфунник тихоокеанський, Pterodroma externa (A)
- Тайфунник гавайський, Pterodroma sandwichensis (A)
- Тайфунник макаулійський, Pterodroma cervicalis (A)
- Тайфунник бонінський, Pterodroma hypoleuca
- Тайфунник австралійський, Pterodroma nigripennis (A)
- Тайфунник Штейнегера, Pterodroma longirostris (A)
- Бульверія тонкодзьоба, Bulweria bulwerii
- Тайфунник таїтійський, Pseudobulweria rostrata (A)
- Буревісник тихоокеанський, Calonectris leucomelas
- Буревісник рожевоногий, Ardenna creatopus (A)
- Буревісник світлоногий, Ardenna carneipes
- Буревісник клинохвостий, Ardenna pacifica
- Буревісник Бюлера, Ardenna bulleri (A)
- Буревісник сивий, Ardenna grisea
- Буревісник тонкодзьобий, Ardenna tenuirostris
- Буревісник острівний, Puffinus nativitatis (A)
- Буревісник малий, Puffinus puffinus (A)
- Буревісник молокайський, Puffinus newelli (A)
- Буревісник бонінський, Puffinus bryani
- Буревісник реюньйонський, Puffinus bailloni
- Буревісник японський, Puffinus bannermani

## Лелекоподібні
Родина: Лелекові (Ciconiidae)
- Лелека чорний, Ciconia nigra (A)
- Лелека далекосхідний, Ciconia boyciana

## Сулоподібні
Родина: Фрегатові (Fregatidae)
- Фрегат-арієль, Fregata ariel (A)
- Фрегат тихоокеанський, Fregata minor (A)

Родина: Сулові (Sulidae)
- Сула жовтодзьоба, Sula dactylatra
- Сула насканська, Sula granti (A)
- Сула білочерева, Sula leucogaster
- Сула червононога, Sula sula

Родина: Бакланові (Phalacrocoracidae)
- Баклан тихоокеанський, Phalacrocorax urile
- Баклан берингійський, Phalacrocorax pelagicus
- Баклан великий, Phalacrocorax carbo
- Баклан японський, Phalacrocorax capillatus

## Пеліканоподібні
Родина: Пеліканові (Pelecanidae)
- Пелікан рожевий, Pelecanus onocrotalus (A)
- Пелікан сірий, Pelecanus philippensis (A)
- Пелікан кучерявий, Pelecanus crispus (A)

Родина: Чаплеві (Ardeidae)
- Бугай, Botaurus stellaris
- Бугайчик китайський, Ixobrychus sinensis
- Бугайчик амурський, Ixobrychus eurythmus
- Бугайчик рудий, Ixobrychus cinnamomeus
- Бугайчик чорний, Ixobrychus flavicollis (A)
- Чапля сіра, Ardea cinerea
- Чапля руда, Ardea purpurea
- Чепура велика, Ardea alba
- Чепура середня, Ardea intermedia
- Чепура жовтодзьоба, Egretta eulophotes
- Чепура мала, Egretta garzetta
- Чепура тихоокеанська, Egretta sacra
- Чапля єгипетська, Bubulcus ibis
- Чапля індійська, Ardeola grayii (A)
- Чапля китайська, Ardeola bacchus
- Чапля мангрова, Butorides striata
- Квак, Nycticorax nycticorax
- Квак каледонський, Nycticorax caledonicus (extirpated)
- Квак японський, Gorsachius goisagi
- Квак малазійський, Gorsachius melanolophus

Родина: Ібісові (Threskiornithidae)
- Коровайка, Plegadis falcinellus (A)
- Ібіс сивоперий, Threskiornis melanocephalus (A)
- Ібіс червононогий, Nipponia nippon (reintroduced)
- Косар, Platalea leucorodia
- Косар малий, Platalea minor

## Яструбоподібні
Родина: Скопові (Pandionidae)
- Скопа, Pandion haliaetus

Родина: Яструбові (Accipitridae)
- Шуліка чорноплечий, Elanus caeruleus (A)
- Осоїд чубатий, Pernis ptilorhynchus
- Гриф чорний, Aegypius monachus (A)
- Змієїд чубатий, Spilornis cheela
- Орел-чубань гірський, Nisaetus nipalensis
- Підорлик великий, Clanga clanga (A)
- Орел-могильник, Aquila heliaca (A)
- Беркут, Aquila chrysaetos
- Канюк яструбиний, Butastur indicus
- Лунь очеретяний, Circus aeruginosus (A)
- Лунь китайський, Circus spilonotus
- Лунь польовий, Circus cyaneus
- Лунь американський, Circus hudsonius (A)
- Лунь степовий, Circus macrourus (A)
- Лунь строкатий, Circus melanoleucos (A)
- Лунь лучний, Circus pygargus (A)
- Яструб китайський, Accipiter soloensis
- Яструб японський, Accipiter gularis
- Яструб малий, Accipiter nisus
- Яструб великий, Accipiter gentilis
- Шуліка чорний, Milvus migrans
- Шуліка королівський, Haliastur indus (A)
- Орлан білоголовий, Haliaeetus leucocephalus (A)
- Орлан-білохвіст, Haliaeetus albicilla
- Орлан білоплечий, Haliaeetus pelagicus
- Зимняк, Buteo lagopus
- Канюк східний, Buteo japonicus
- Канюк монгольський, Buteo hemilasius (A)

## Совоподібні
Родина: Сипухові (Tytonidae)
- Сипуха східна, Tyto longimembris (A)

Родина: Совові (Strigidae)
- Сплюшка бангладеська, Otus lettia (A)
- Сплюшка японська, Otus semitorques
- Сплюшка ріукійська, Otus elegans
- Сплюшка східноазійська, Otus sunia
- Пугач звичайний, Bubo bubo
- Сова біла, Bubo scandiacus (A)
- Пугач далекосхідний, Ketupa blakistoni
- Сова довгохвоста, Strix uralensis
- Сова вухата, Asio otus
- Сова болотяна, Asio flammeus
- Сич волохатий, Aegolius funereus
- Сова-голконіг японська, Ninox japonica

## Bucerotiformes
Родина: Одудові (Upupidae)
- Одуд, Upupa epops

## Сиворакшоподібні
Родина: Рибалочкові (Alcedinidae)
- Рибалочка блакитний, Alcedo atthis
- Рибалочка-крихітка трипалий, Ceyx erithaca (A)
- Альціон вогнистий, Halcyon coromanda
- Альціон білогрудий, Halcyon smyrnensis (A)
- Альціон чорноголовий, Halcyon pileata (A)
- Альціон мікронезійський, Todiramphus cinnamominus (extirpated)
- Альціон білошиїй, Todiramphus chloris (A)
- Рибалочка-чубань азійський, Megaceryle lugubris

Родина: Бджолоїдкові (Meropidae)
- Бджолоїдка синьохвоста, Merops philippinus (A)
- Бджолоїдка райдужна, Merops ornatus (A)

Родина: Сиворакшові (Coraciidae)
- Широкорот східний, Eurystomus orientalis

## Дятлоподібні
Родина : Дятлові (Picidae)
- Крутиголовка, Jynx torquilla
- Дятел трипалий, Picoides tridactylus
- Дятел бурощокий, Yungipicus kizuki
- Дятел рудогрудий, Dendrocopos hyperythrus (A)
- Дзекіль окінавський, Dendrocopos noguchii (E)
- Дятел білоспинний, Dendrocopos leucotos
- Дятел звичайний, Dendrocopos major
- Дятел малий, Dryobates minor
- Жовна японська, Picus awokera (E)
- Жовна сива , Picus canus
- Жовна білочерева, Dryocopus javensis (A)
- Жовна чорна, Dryocopus martius

## Соколоподібні
Родина: Соколові (Falconidae)
- Боривітер степовий, Falco naumanni (A)
- Боривітер звичайний, Falco tinnunculus
- Кібчик амурський, Falco amurensis (A)
- Підсоколик малий, Falco columbarius
- Підсоколик великий, Falco subbuteo
- Балабан, Falco cherrug (A)
- Кречет, Falco rusticolus
- Сапсан, Falco peregrinus

## Папугоподібні
Родина: Psittaculidae
- Папуга індійський, Psittacula eupatria (I)
- Папуга Крамера, Psittacula krameri (I)
- Папужець рожевоволий, Psittacula alexandri (I)
- Папужка хвилястий, Melopsittacus undulatus (I)

## Горобцеподібні
Родина: Пітові (Pittidae)
- Піта китайська, Pitta nympha
- Піта чорноголова, Pitta sordida (A)

Родина: Ланграйнові (Artamidae)
- Ланграйн білогрудий, Artamus leucorhynchus (A)

Родина: Личинкоїдові (Campephagidae)
- Личинкоїд острівний, Pericrocotus tegimae (E)
- Личинкоїд сірий, Pericrocotus divaricatus
- Шикачик чорнокрилий, Lalage melaschistos (A)

Родина: Сорокопудові (Laniidae)
- Сорокопуд тигровий, Lanius tigrinus
- Сорокопуд японський, Lanius bucephalus
- Сорокопуд терновий, Lanius collurio (A)
- Сорокопуд рудохвостий, Lanius isabellinus (A)
- Сорокопуд сибірський, Lanius cristatus
- Сорокопуд довгохвостий, Lanius schach (A)
- Сорокопуд північний, Lanius borealis
- Сорокопуд клинохвостий, Lanius sphenocercus (A)

Родина: Вивільгові (Oriolidae)
- Вивільга чорноголова, Oriolus chinensis

Родина: Дронгові (Dicruridae)
- Дронго чорний, Dicrurus macrocercus (A)
- Дронго сірий, Dicrurus leucophaeus (A)
- Дронго лірохвостий, Dicrurus hottentottus (A)

Родина: Монархові (Monarchidae)
- Монаршик гіацинтовий, Hypothymis azurea (A)
- Монарх-довгохвіст чорний, Terpsiphone atrocaudata

Родина: Воронові (Corvidae)
- Сойка, Garrulus glandarius
- Сойка риукійська, Garrulus lidthi (E)
- Сорока блакитна, Cyanopica cyana
- Сорока усурійська, Pica serica
- Горіхівка, Nucifraga caryocatactes
- Галка, Corvus monedula (A)
- Галка даурська, Corvus dauuricus
- Грак, Corvus frugilegus
- Ворона чорна, Corvus corone
- Ворона великодзьоба, Corvus macrorhynchos
- Крук, Corvus corax

Родина: Вусаті синиці (Panuridae)
- Синиця вусата, Panurus biarmicus (A)

Родина: Жайворонкові (Alaudidae)
- Жайворонок рогатий, Eremophila alpestris (A)
- Жайворонок малий, Calandrella brachydactyla (A)
- Жайворонок тибетський, Calandrella dukhunensis (A)
- Жайворонок двоплямистий, Melanocorypha bimaculata (A)
- Жайворонок монгольський, Melanocorypha mongolica (A)
- Жайворонок солончаковий, Alaudala cheleensis (A)
- Жайворонок польовий, Alauda arvensis
- Жайворонок індійський, Alauda gulgula

Родина: Ластівкові (Hirundinidae)
- Білозорка річкова, Tachycineta bicolor (A)
- Ластівка сіровола, Riparia chinensis (A)
- Ластівка берегова, Riparia riparia
- Ластівка сільська, Hirundo rustica
- Ластівка південноазійська, Hirundo tahitica
- Ластівка даурська, Cecropis daurica
- Ластівка міська, Delichon urbicum (A)
- Ластівка азійська, Delichon dasypus

Родина: Синицеві (Paridae)
- Синиця чорна, Periparus ater
- Синиця жовточерева, Pardaliparus venustulus (A)
- Гаїчка архіпелагова, Sittiparus olivaceus (E)
- Гаїчка японська, Sittiparus varius
- Гаїчка острівна, Sittiparus owstoni (E)
- Гаїчка болотяна, Poecile palustris
- Гаїчка-пухляк, Poecile montanus
- Синиця біла, Cyanistes cyanus (A)
- Синиця мала, Parus minor

Родина: Ремезові (Remizidae)
- Ремез китайський, Remiz consobrinus

Родина: Довгохвостосиницеві (Aegithalidae)
- Синиця довгохвоста, Aegithalos caudatus

Родина : Повзикові (Sittidae)
- Повзик звичайний, Sitta europaea

Родина: Підкоришникові (Certhiidae)
- Підкоришник звичайний, Certhia familiis

Родина: Воловоочкові (Troglodytidae)
- Волове очко, Troglodytes troglodytes

Родина: Пронуркові (Cinclidae)
- Пронурок бурий, Cinclus pallasii

Родина: Бюльбюлеві (Pycnonotidae)
- Бюльбюль червоногузий, Pycnonotus jocosus
- Бюльбюль китайський, Pycnonotus sinensis
- Горована гімалайська, Hypsipetes leucocephalus (A)
- Оливник короткопалий, Hypsipetes amaurotis

Родина: Золотомушкові (Regulidae)
- Золотомушка рубіновочуба, Regulus calendula (A)
- Золотомушка жовточуба, Regulus regulus

Родина: Вертункові (Scotocercidae)
- Очеретянка-куцохвіст далекосхідна, Urosphena squameiceps
- Очеретянка китайська, Horornis diphone
- Horornis borealis (A)

Родина: Вівчарикові (Phylloscopidae)
- Вівчарик жовтобровий, Phylloscopus sibilatrix (A)
- Вівчарик лісовий, Phylloscopus inornatus
- Вівчарик юньнанський, Phylloscopus yunnanensis (A)
- Вівчарик золотомушковий, Phylloscopus proregulus (A)
- Вівчарик товстодзьобий, Phylloscopus schwarzi (A)
- Вівчарик гімалайський, Phylloscopus affinis (A)
- Вівчарик альпійський, Phylloscopus occisinensis (A)
- Вівчарик бурий, Phylloscopus fuscatus (A)
- Вівчарик весняний, Phylloscopus trochilus (A)
- Вівчарик-ковалик, Phylloscopus collybita (A)
- Вівчарик оливковий, Phylloscopus coronatus
- Вівчарик ізуйський, Phylloscopus ijimae (E)
- Вівчарик амурський, Phylloscopus plumbeitarsus (A)
- Вівчарик світлоногий, Phylloscopus tenellipes
- Вівчарик сахалінський, Phylloscopus borealoides
- Вівчарик японський, Phylloscopus xanthodryas (E)
- Вівчарик шелюговий, Phylloscopus borealis
- Вівчарик камчатський, Phylloscopus examinandus
- Вівчарик широкобровий, Phylloscopus claudiae (A)

Родина: Очеретянкові (Acrocephalidae)
- Очеретянка товстодзьоба, Arundinax aedon (A)
- Берестянка мала, Iduna caligata (A)
- Очеретянка чорноброва, Acrocephalus bistrigiceps
- Очеретянка соргова, Acrocephalus sorghophilus (A)
- Очеретянка лучна, Acrocephalus schoenobaenus (A)
- Очеретянка індійська, Acrocephalus agricola (A)
- Очеретянка манчжурська, Acrocephalus tangorum (A)
- Очеретянка садова, Acrocephalus dumetorum (A)
- Очеретянка східна, Acrocephalus orientalis

Родина: Кобилочкові (Locustellidae)
- Кобилочка сахалінська, Helopsaltes amnicola
- Матата японська, Helopsaltes pryeri
- Кобилочка співоча, Helopsaltes certhiola (A)
- Кобилочка охотська, Helopsaltes ochotensis
- Кобилочка японська, Helopsaltes pleskei
- Кобилочка плямиста, Locustella lanceolata
- Куцокрил тайговий, Locustella davidi (A)

Родина: Тамікові (Cisticolidae)
- Принія вохристобока, Prinia inornata (A)
- Таміка віялохвоста, Cisticola juncidis

Родина: Кропив'янкові (Sylviidae)
- Кропив'янка прудка, Sylvia curruca (A)
- Кропив'янка сіра, Sylvia communis (A)

Родина: Окулярникові (Zosteropidae)
- Окулярник бонінський, Apalopteron familiare (E)
- Окулярник буробокий, Zosterops erythropleurus (A)
- Окулярник японський, Zosterops japonicus

Родина: Leiothrichidae
- Гуамея світлоока, Garrulax canorus (I)
- Чагарниця вусата, Ianthocincla cineracea (I)
- Мезія жовтогорла, Leiothrix lutea (I)

Родина: Шпакові (Sturnidae)
- Шпак-малюк філіпінський, Aplonis panayensis (A)
- Шпак звичайний, Sturnus vulgaris
- Шпак рожевий, Pastor roseus (A)
- Шпак даурський, Agropsar sturninus (A)
- Шпак японський, Agropsar philippensis
- Шпак строкатий, Gracupica contra
- Шпачок китайський, Sturnia sinensis
- Шпак червонодзьобий, Spodiopsar sericeus (A)
- Шпак сірий, Spodiopsar cineraceus
- Майна індійська, Acridotheres tristis
- Майна берегова, Acridotheres ginginianus
- Майна яванська, Acridotheres javanicus (A)
- Майна чубата, Acridotheres cristatellus (I)

Родина: Дроздові (Turdidae)
- Квічаль тайговий, Zoothera aurea
- Квічаль строкатий, Zoothera dauma
- Квічаль амамійський, Zoothera major (E)
- Квічаль бонінський, Zoothera terrestris — вимер
- Дрізд-короткодзьоб малий, Catharus minimus (A)
- Квічаль сибірський, Geokichla sibirica
- Дрізд китайський, Turdus mupinensis (A)
- Дрізд-омелюх, Turdus viscivorus (A)
- Дрізд співочий, Turdus philomelos (A)
- Дрізд білобровий, Turdus iliacus (A)
- Дрізд мандаринський, Turdus mandarinus (A)
- Дрізд мандрівний, Turdus migratorius (A)
- Дрізд білочеревий, Turdus cardis
- Дрізд сизий, Turdus hortulorum (A)
- Дрізд вузькобровий, Turdus obscurus
- Дрізд золотистий, Turdus chrysolaus
- Дрізд чорноголовий, Turdus celaenops (E)
- Дрізд блідий, Turdus pallidus
- Чикотень, Turdus pilaris (A)
- Дрізд чорноволий, Turdus atrogularis (A)
- Дрізд рудоволий, Turdus ruficollis (A)
- Дрізд темний, Turdus eunomus
- Дрізд Наумана, Turdus naumanni (A)

Родина: Мухоловкові (Muscicapidae)
- Мухоловка далекосхідна, Muscicapa griseisticta
- Мухоловка сибірська, Muscicapa sibirica
- Мухоловка руда, Muscicapa ferruginea (A)
- Мухоловка бура, Muscicapa dauurica
- Мухоловка сіра, Muscicapa striata (A)
- Нільтава чорногорла, Niltava davidi (A)
- Niltava oatesi (A)
- Мухоловка синя, Cyanoptila cyanomelana
- Мухоловка маньчжурська, Cyanoptila cumatilis (A)
- Мухоловка бірюзова, Eumyias thalassinus (A)
- Вільшанка, Erithacus rubecula (A)
- Соловейко-свистун, Larvivora sibilans
- Соловейко японський, Larvivora akahige
- Соловейко чорногорлий, Larvivora komadori (E)
- Larvivora namiyei (E)
- Соловейко синій, Larvivora cyane
- Синьошийка, Luscinia svecica (A)
- Соловейко червоногорлий, Calliope calliope
- Соловейко білохвостий, Calliope pectoralis (A)
- Соловейко біловусий, Calliope tschebaiewi (A)
- Підпаленик білохвостий, Myiomela leucura (A)
- Синьохвіст тайговий, Tarsiger cyanurus
- Мухоловка даурська, Ficedula zanthopygia
- Мухоловка зеленоспинна, Ficedula elisae (A)
- Мухоловка жовтоспинна, Ficedula narcissina
- Ficedula owstoni (E)
- Мухоловка тайгова, Ficedula mugimaki
- Мухоловка північна, Ficedula albicilla (A)
- Мухоловка мала, Ficedula parva (A)
- Мухоловка строката, Ficedula hypoleuca (A)
- Горихвістка синьолоба, Phoenicurus frontalis (A)
- Горихвістка сиза, Phoenicurus fuliginosus (A)
- Горихвістка рудоспинна, Phoenicurus erythronotus (A)
- Горихвістка звичайна, Phoenicurus phoenicurus (A)
- Горихвістка чорна, Phoenicurus ochruros (A)
- Горихвістка сибірська, Phoenicurus auroreus
- Скеляр білогорлий, Monticola gularis (A)
- Скеляр строкатий, Monticola saxatilis (A)
- Скеляр синій, Monticola solitarius
- Трав'янка лучна, Saxicola rubetra (A)
- Трав'янка білошия, Saxicola maurus
- Трав'янка чорна, Saxicola caprata (A)
- Трав'янка сіра, Saxicola ferreus (A)
- Кам'янка звичайна, Oenanthe oenanthe (A)
- Кам'янка лиса, Oenanthe pleschanka (A)
- Кам'янка іспанська, Oenanthe hispanica (A)
- Кам'янка пустельна, Oenanthe deserti (A)
- Кам'янка попеляста, Oenanthe isabellina (A)

Родина: Омелюхові (Bombycillidae)
- Омелюх звичайний, Bombycilla garrulus
- Омелюх східноазійський, Bombycilla japonica

Родина: Ткачикові (Ploceidae)
- Ткачик савановий, Ploceus intermedius (I)
- Вайдаг червоний, Euplectes franciscanus (I)

Родина: Астрильдові (Estrildidae)
- Астрильд золотощокий, Estrilda melpoda (I)
- Астрильд сірий, Estrilda troglodytes (I)
- Бенгалик червоний, Amandava amandava (I)
- Мунія гострохвоста, Lonchura striata (I)
- Мунія іржаста, Lonchura punctulata (I)
- Мунія трибарвна, Lonchura malacca
- Мунія чорноголова, Lonchura atricapilla (I)
- Мунія білоголова, Lonchura maja
- Рисівка яванська, Lonchura oryzivora (I)

Родина: Вдовичкові (Viduidae)
- Вдовичка білочерева, Vidua macroura (I)
- Вдовичка райська, Vidua paradisaea (I)

Родина: Тинівкові (Prunellidae)
- Тинівка альпійська, Prunella collaris
- Тинівка сибірська, Prunella montanella (A)
- Тинівка японська, Prunella rubida

Родина : Горобцеві (Passeridae)
- Горобець хатній, Passer domesticus
- Горобець рудий, Passer cinnamomeus
- Горобець польовий, Passer montanus

Родина: Плискові (Motacillidae)
- Плиска деревна, Dendronanthus indicus (A)
- Плиска гірська, Motacilla cinerea
- Плиска жовта, Motacilla flava (A)
- Плиска аляскинська, Motacilla tschutschensis
- Плиска жовтоголова, Motacilla citreola (A)
- Плиска японська, Motacilla grandis (E)
- Плиска біла, Motacilla alba
- Щеврик азійський, Anthus richardi
- Щеврик забайкальський, Anthus godlewskii (A)
- Щеврик лучний, Anthus pratensis (A)
- Щеврик рожевий, Anthus roseatus (A)
- Щеврик лісовий, Anthus trivialis (A)
- Щеврик оливковий, Anthus hodgsoni
- Щеврик сибірський, Anthus gustavi (A)
- Щеврик червоногрудий, Anthus cervinus
- Щеврик гірський, Anthus spinoletta

Родина: В'юркові (Fringillidae)
- Зяблик, Fringilla coelebs (A)
- В'юрок, Fringilla montifringilla
- Костогриз, Coccothraustes coccothraustes
- Костар малий, Eophona migratoria
- Костар великий, Eophona personata
- Чечевиця звичайна, Carpodacus erythrinus (A)
- Чечевиця бонінська, Carpodacus ferreorostris — extinct species
- Урагус, Carpodacus sibiricus
- Чечевиця сибірська, Carpodacus roseus
- Смеречник тайговий, Pinicola enucleator
- Снігур, Pyrrhula pyrrhula
- Катуньчик сибірський, Leucosticte arctoa
- Зеленяк китайський, Chloris sinica
- Acanthis flammea, Acanthis flammea
- Чечітка біла, Acanthis hornemanni (A)
- Шишкар ялиновий, Loxia curvirostra
- Шишкар білокрилий, Loxia leucoptera (A)
- Чиж, Spinus spinus

Родина : Подорожникові (Calcariidae)
- Подорожник лапландський, Calcarius lapponicus
- Пуночка, Plectrophenax nivalis (A)

Родина : Вівсянкові (Emberizidae)
- Вівсянка чубата, Emberiza lathami (A)
- Вівсянка чорноголова, Emberiza melanocephala (A)
- Вівсянка рудоголова, Emberiza bruniceps (A)
- Вівсянка сіроголова, Emberiza fucata
- Вівсянка чорновуса, Emberiza cioides
- Вівсянка звичайна, Emberiza citrinella (A)
- Вівсянка білоголова, Emberiza leucocephalos
- Вівсянка скельна, Emberiza buchanani (A)
- Вівсянка садова, Emberiza hortulana
- Вівсянка жовтогорла, Emberiza elegans
- Вівсянка рудошия, Emberiza yessoensis
- Вівсянка полярна, Emberiza pallasi (A)
- Вівсянка очеретяна, Emberiza schoeniclus
- Вівсянка лучна, Emberiza aureola
- Вівсянка-крихітка, Emberiza pusilla
- Вівсянка-ремез, Emberiza rustica
- Вівсянка японська, Emberiza sulphurata (E)
- Вівсянка сибірська, Emberiza spodocephala
- Вівсянка руда, Emberiza rutila
- Вівсянка жовтоброва, Emberiza chrysophrys
- Вівсянка тайгова, Emberiza tristrami
- Вівсянка сиза, Emberiza variabilis

Родина: Passerellidae
- Вівсянка рябогруда, Passerella iliaca (A)
- Бруант білобровий, Zonotrichia leucophrys (A)
- Бруант чорнобровий, Zonotrichia atricapilla (A)
- Вівсянка саванова, Passerculus sandwichensis (A)
- Пасовка співоча, Melospiza melodia (A)

Родина: Піснярові (Parulidae)
- Жовтогорлик північний, Geothlypis trichas (A)
- Пісняр-лісовик золотистий, Setophaga petechia (A)
- Пісняр-лісовик жовтогузий, Setophaga coronata (A)
- Болотянка мала, Cardellina pusilla (A)

Родина: Саякові (Thraupidae)
- Пароарія чубата, Paroaria coronata (I)